# هیروشی فوجی‌اوکا
هیروشی فوجی‌اوکا (انگلیسی: Hiroshi Fujioka؛ زادهٔ ۱۹ فوریهٔ ۱۹۴۶) یک سیاح، هنرپیشه و خواننده اهل ژاپن است. وی از سال ۱۹۶۵ میلادی تاکنون مشغول فعالیت بوده‌است.